# Cryptographis holophoenica
Cryptographis holophoenica là một loài bướm đêm trong họ Crambidae.